# Eddleston Bridge
Die Eddleston Bridge ist eine Straßenbrücke in der schottischen Ortschaft Eddleston in der Council Area Scottish Borders. 1978 wurde die Brücke in die schottischen Denkmallisten in der Denkmalkategorie C aufgenommen.

## Beschreibung
Entlang der Westflanke der Moorfoot Hills verläuft die von Peebles nach Leadfoot führende A703 entlang des Laufs des Eddleston Waters. Am südlichen Ortseingang von Eddleston zweigt die Station Road von der A703 ab. Nach wenigen Metern quert die Station Road das Eddleston Water über die Eddleston Bridge.
Der Mauerwerksviadukt überspannt den schmalen Fluss mit einem ausgemauerten Segmentbogen, den vier schlichte, schmucklose Pilaster flankieren. Niedrige Brüstungen flankieren die Fahrbahn, welche ebenfalls segmentbogig geführt ist.